# James Bradford (sztangista)
James Edward Bradford, również Jim Bradford (ur. 1 listopada 1928 w Waszyngtonie, zm. 13 września 2013 w Silver Spring) – amerykański sztangista. Dwukrotny medalista olimpijski.
Brał udział w dwóch igrzyskach olimpijskich (IO 52, IO 60), na obu zdobywał srebrne medale w wadze ciężkiej (powyżej 90 kilogramów). W 1952 wyprzedził go rodak John Davis, w 1960 przegrał jedynie z reprezentantem ZSRR Jurijem Własowem. Zdobył również cztery srebrne medale mistrzostw świata, w 1951, 1954, 1955 i 1959.